# Danh sách nhóm nhạc và ban nhạc Việt Nam
Dưới đây là danh sách các nhóm nhạc/ban nhạc Việt Nam. Trong danh sách bao gồm cả các nhóm nhạc/ban nhạc nam, nhóm nhạc/ban nhạc nữ và nhóm nhạc/ban nhạc hỗn hợp nam nữ.
- Lưu ý:

1. Tên sau dấu "/" là tên khác
2. Tên trong dấu "()" và được viết thường là tên cũ

## Nhóm nhạc/ban nhạc nam
| - Poseidose (2018 - nay ) - 2B (2006 - 2011) - 3 Chú Bộ Đội (2016 - 2018) - 3 Chấm / ... (2018 - 2019) - 3G Band (2017 - 2018) - 1088 (2000 - 2002) - 18B Band (2014 - 2019) - 365 (2010 - 2016) - 590s / Những Năm 90 (2018 - nay) - 5C / Ngũ Cung / Pentatonic (2007 - nay) - 5 Man Band (20xx - nay) - 5PM (20xx - nay) - 6A1 (2020 - nay) - 7UPPERCUTS (2017 - nay) - 4U Band (2010 - 2012) - A# / La Thăng (2002 - 2009; 2010 - 2015) - ABYXX (2019 - nay) - AC&M / Acapella & More (2001 - 2009) - ACE Flame (2017 - 2020) - Acousouls Band (2016 - nay) - Alpha / α (199x - ???) - Aqua Band (2018 - 2019) - Art Band (2017 - nay) - ATM Band (2008 - nay) - Atmosphere Band (2003 - 2017) - Atomeg A (1997 - nay) - À Uôm (2017 - 2019) - Avatar Boys (2016 - 2017) - AVT (1958 - 2008) - AXN (2004 - 2006) - Ayor (2014 - 2017) - Bạn Có Tài Mà (BCTM) (2017-nay) - Bad Boys Band (2012 - nay) - Bậc Thang (199x - ???) - Bburatinox (1995 - 2005) - B.I.A Band (2015 - nay) - Black Infinity (2006 - nay) - Black Pearl (2017 - nay) - Black Storks Band (2019 - nay) - Black Wolf (2008 - nay) - Bloodshed (2014 - nay) - Bluemato (2013 - nay) - B.O.F (2024 - nay) - B.O.M (2005 - 2011) - B.O.T (2011 - 2012) - Bụi Gió (2012 - nay) - Buổi Sáng (199x - ???) - Buratinox (1995 - 2005) - Bức Tường / The Wall (1995 - nay) - Cà Đắng (2017 - nay) - Cá Hồi Hoang (2013 - 2023) - Canceled (20xx - ???) - Cát Band (2016 - nay) - Cát Lún (2018 - nay) - Cây Chổi (199x - ???) - Cheffin' (2018 - nay) - Chillies (2018 - nay) - Chi Tai's Brother Band (1976 - 2020) - Circle Band (2017 - 2019) - COCC (Hero In Danger) (20xx - ???) - Coming Late (Thủy Triều Đỏ) (1998 - 2013) - Crazy Dogs (19xx - ???) - Crazy Frogs (2017 - nay) - Cũ Band (2020 - nay) - Cuộc Sốngs (2002 - 2016) - D1Verse (2019 - 2022) - D&D (2001 - 2004; 2016 - 2017) - DaLAB (2007 - nay) - Da Vàng Band (199x - 2018) - Deep Trôi (2020 - nay) - Desire (199x - 1999) - Disgusted (20xx - ???) - Disobey (2016 - 2019) - Dị Thoại (2018 - nay) - District 105 (2017 - nay) - D.O.M Band (20xx - ???) - DONB (2017 - nay) - Dòng Thời Gian (2009 - nay) - Double Wish / ダブルウィッシュ (2015 - nay) - Dreamcartel (2020 - nay) - DTAP (2018 - nay) - Đại Bàng Trắng (1989 - nay) - Đá Số Tới (2020 - nay) - Đen Trắng (199x - ???) - ĐND (2004 - ???) - Đôi Cánh Nhỏ / Little Wings (1996 - ???) - Đồng Đội (199x - ???) - Đồng Vọng (1939 - ???) - Eclipse Band (20xx - ???) - Empty Spaces (2017 - nay) - End Of Road (2006 - 2016) - EzPain (2018 - nay) - EvB (Ếch và Báo) (2015-nay) - F29966 (2006 - 2007) - F5 (2002 - 2011) - FANTO.M (2017 - 2019) - F Band (2013 - 2018) - FB Boiz (2012 - 2015) - Feel.Y.F.High Band (20xx - ???) - Final Band (2018 - 2019) - Fire Band (2013 - nay) - Fish in Duck (2017 - 2019) - F.O.E Team (2012 - 2014) - For7 (2021 - nay) - Funky Smokes Band (2015 - nay) - Fuse Band (2014 - nay) - Free Spirit Rap (FSR) (2012-nay) | - G Family (2007- nay) - Gác 2 Band (2018 - nay) - Gạch Chịu Lửa (199x - ???) - G.A.S. (2016 - 2018) - Gạt Tàn Đầy (1996 - 2016) - G Band (2015 - 2016) - GMC (2003 - 2005) - God Father (20xx - ???) - Go On (2001 - 2014) - Giấy Gấp (2021 - nay) - GERDNANG (2018 - nay) - Hạc San (2011 - nay) - Hand 5 Band / Hand Five Band (Bập Bênh) (2015 - nay) - HBO (2010 - 2012) - Hemelians (2013 - 2017) - Hero Band (2011 - nay) - HKT (2005 - 2018) - Horizon (19xx - ???) - Hồi Tưởng (20xx - ???) - Hub Band (2015 - nay) - Huyền Thoại (2006 - nay) - Hy Band (20xx - ???) - Hy Vọng (1976 - ???) - Iconic Band (20xx - ???) - Ignition Band (20xx - ???) - I'm Not Sure (2019 - nay) - iTễu (2010 - nay) - It's Time (2010 - nay) - Jaigon Orchestra (2020 - nay) - Jazz Steps (2017 - nay) - Jocker Hand (20xx - ???) - Kaly Band (2018 - nay) - Kết Cấu Thép (199x - ???) - KLAF (2017 - nay) - Knife Sticking Head (2014 - nay) - Konoha Ninja Band (20xx - ???) - KOP (2010 - nay) - Kurrock / 黒ック・(2020 - nay) - LAVA Band (2015 - nay) - Les Pénitents (19xx - ???) - Les Vampires (The Rocking Stars) (19xx - ???) - Lom Dom Band (2017 - 2019) - LadyKillah (2010-nay) - M.Code (2011 - 2012) - M4U (2007 - nay) - MP5 (2001 - 2004) - Mario Band (2019 - nay) - Mắt Đen (199x - ???) - Mắt Xích (20xx - ???) - MBK (2005 - 2007) - Metronome (20xx - ???) - Microwave / MW (2001 - nay) - Mid9 Band (2017 - nay) - Monocycle (2015 - nay) - Monstar (2016 - 2021) - MOPIUS (2024 - nay) - Mộc Band (2015 - nay) - MTV (1999 - 2007; 2011 - nay) - Mutitation (199x - ???) - Myosotis (19xx - ???) - Mystery Band (2013 - nay) - MTM (2017 - 2017) - Mèow Lạc (2020 - nay) - N9 / N9 Super (2004 - 2009) - NaaiG (2021 - nay) - Negative (2006 - 2008) - Ngọt (2013 - 2024) - Nhật Thực (2003 - 2004) - Những Chú Lính Chì Band (2014 - nay) - Những Đứa Trẻ (2018 - nay) - Những Người Bạn (199x - ???) - No.2 (199x - ???) - N.O.B.B (2017 - 2018) - Novas (2015 - 2017) - NP Band (2007 - 2008) - Nuclear Factors (2015 - 2019) - Only5 Band (2015 - nay) - OPlus (2010 - nay) - Oringchains (2009 - nay) - OTD - O2O (2019 - nay) - P.A.K Band (2012 - 2015) - Paradox Live Band (2018 - nay) - Pateganz (2020 - nay) - Papayas ( 2017 - nay ) - Phách Ca (2014 - nay) - Phiêu (2013 - 2018) - Pink Frog (2019 - nay) - Plus Band (2015 - nay) - Pop Band (2017 - ???) - Prophecy (2005 - 2011) - Quả Dưa Hấu (1998 - 2000) - Quái Vật Tí Hon (2011 - 2014) - Radio Band (2010 - nay) - Raditori (2018 - nay) - Raw Diamonds Band (2019 - nay) - Rắn Cạp Đuôi (2016 - nay) - Rainbow Boys (2011 - 2014) - Random Band (2017 - ???) - Raphonic (2020 - nay) - Razor Leaf (2014 - nay) - Re-Cycle Band (2010 - nay) - Rebles Band (20xx - ???) - Red Boys Band (2012 - 2015) - Ride The Thunder (20xx - ???) - Reapers Team (2021 - nay) - Rock Alpha Band (1989 - 2016) - RYD Band (20xx - ???) - Rap Viet Punchline (RVP) (2013-nay) - Rapital (RPT) (2018-nay) | - Sài Gòn Boys (1990 - 2000) - Sagometal (1996 - ???) - Sala (??? - ???) - Salon Coca (19xx - ???) - Sa Mạc Xanh (199x - ???) - Savage Monkeys (2017 - nay) - Seamen (1976 - ???) - SmallFire (2005 - 2015) - Some Old Guys (199x - ???) - Spyder & SG Boi (2010 - 2011) - SSR / Southside Rap Story (2012 - nay) - Stupiz Kiz (2014 - nay) - Su Brothers Band (2013 - nay) - Sunday Chill (2019 - nay) - Super 9 (Zero 9) (2018 - 2021) - Sweepy (2014 - nay) - SpaceSpeakers (2011-nay) - Sx7 (2025-nay) - The Sans (2021 - nay) - Tam Hổ (2012 - nay) - T.A.S (2015 - 2016) - TaynguyenSound (2016 - nay) - ThangCa (2016 - nay) - The Air (2017 - ???) - The Angel Knights (2017 - nay) - The A Plan (2016 - nay) - The Arrow Band (2016 - ???) - The Black Bees (19xx - ???) - The Black Caps (196x - ???) - The Beat (19xx - ???) - The Blue Jets (19xx - ???) - The Cassette (2018 - nay) - The Cell (19xx - ???) - The Enterprise Band (196x - ???) - The Fighters (19xx - ???) - The Flob (2017 - nay) - The Jazz Brothers Band (Đại Dương) (1976 - ???) - The Lies Band (2019 - nay) - The Light (2003 - 2015) - The Magic Stones (19xx - ???) - The Men (2009 - nay) - The Rebels (19xx - ???) - The Rest Band (20xx - ???) - The Red Eyes Band (2020 - nay) - The Revolution (19xx - ???) - The Rising Sun (19xx - ???) - The Soul (19xx - ???) - The Spotlights (19xx - ???) - The Teen Sound (19xx - ???) - The Top 5 (19xx - ???) - The Uptight (19xx - ???) - The Veranda (2016 - 2019) - The Wings (2016 - nay) - The Young Boys (196x - ???) - Thiên Trường Địa Hải (2004 - 2008) - Thoại 004 (2019 - nay) - Tổng Hội Sinh Viên (19xx - ???) - Thu Tím (20xx - ???) - Tia Chớp (19xx - ???) - Titanium (2007 - 2014) - Tricéa (19xx - ???) - TTeam (2020 - nay) - Tuxedo (2015 - 2018) - Typhoon Latin Band (2017 - nay) - Uni5 (2016 - nay) - UnlimiteD (2003 - nay) - Unlock Band (2011 - ???) - Under The Hood (2018-nay) - V4MEN (2006 - ???) - Vboys (2006 - 2008) - Ve Sầu (2000 - 2006) - VietDreamerz (2005 - ???) - VietSpiritz (2001 - ???) - V.Music (2009 - 2014; 2016 - 2017) - Vivid (2014 - nay) - Voluptuary (2013 - nay) - Voi Biển (2020 - nay) - Weboys (2005 - 2007) - Wild Shadow (20xx - ???) - Wings of Chaos (2020 - nay) - X3.14 (2008 - 201x) - X4 Band (2009 - 201x) - Xanh 8+1 (2015 - nay) - X2X (2018 - nay) - X-Key Band (2012 - nay) - X Band (2010 - 2012) - X Men (??? - ???) - Yellow Star Big Band / YSBB (2017 - nay) |

## Nhóm nhạc/ban nhạc nữ
| - 30/4 / 30 Tháng 4 (1976 - 1984) - 3 Con Mèo / The Cats’trio (1988 - 2001) - 3 Trái Táo / The Apple's Three (19xx - ???) - 5 Dòng Kẻ (1999 - nay) - 767 (2007 - 2008) - Amigo G (2011 - 2012) - Aimer (2022 - nay) - Angel (2014 - 2018) - Bách Việt (19xx - ???) - BAG (2010 - 2011) - Ban hợp ca Thăng Long (Đội hình sau này) (1949 - ???) - Bee.T (2013 - 2017) - BGirl (2016 - 2019) - Biến Tấu (2008 - 201x) - B.Sily (2011 - 2012) - Cánh Buồm Xanh (2002 - 2004) - Cát Trắng (2005 - 2008) - COL (2017 - 2019) - Con Gái (1998 - 2021) - Cỏ Lạ (2010 - nay) - Dây Leo Xanh (19xx - ???) - Dorimu (2016 - nay) - Đĩa Than Hồng (2018 - nay) - End Of Idol / アイドルのオワ (2021 - nay) - Free Ones (19xx - ???) - Gemini (2018 - nay) - G.Plus (2012 - 2013) - Giao Thời (2011 - nay) - Hải Âu (19xx - ???) - H.A.T (2004 - 2005) - Hello Yellow (2016) - HER (2017 - 2019) - Hoa Hướng Dương (2018 - nay) - Hoa Mặt Trời (2018 - nay) - J8687 (2006 - 2007) - JP Girls (2013) - Lady Q (2011 - 2012) - LAXI Band (2018 - nay) - Lazee Dolls (2006 - 2013) - LIME / 라임 (2015 - 2019) - LipB (2016 - nay) - Lọ Lem (2003 - 2007) - LuvLike (2022 - 2023) - Lướt Sóng (19xx - ???) - Lunas (2024 - nay) - M4N (2015 - 2016) - Mama Kin (20xx - ???) - Mắt Ngọc (1998 - nay) - Mặt Trời Đỏ (2005 - nay) - Mặt Trời Mới (2007 - nay) - Mây 4 Phương (19xx - ???) - Mây Trắng (2000 - 2013; 2015 - nay) - Me2 Band (2019 - nay) - Mê Kông (19xx - ???) - Meraki (2022 - nay) - Megami (2022 - nay) - M.O.M (2005 - 2014) | - Nắng Hồng (19xx - ???) - Ngũ Long Công Chúa (2007 - 2008) - Nhật Nguyệt Band (2002 - nay) - Những Làn Sóng Nhỏ (1985 - 1987) - Niji Universe Inc. / 虹ユニバース (2012 - nay) - O2OGirlband (2019 - nay) - Pha Lê (2003 - ???) - Pha Lê Xanh (2007 - 2020) - Phong Lan Trắng (19xx - ???) - Polaris / ポラリス (2017 - nay) - P.S.S (2011 - 2012) - Phù Sa (1998 - nay) - Rainbow Girls (2012 - 2013) - Rev. for TEENZ / レブ・フォー・ティーンズ (Sub-unit của Rev. from DVL / デイリー シングルランキング) (2016 - 2017) - Ruby (2012 - 2012) - Rosaleen (2022 - nay) - Sao Sáng (Peanut Family) (1976 - ???) - Sắc Màu (1998 - 2004) - SGirls (2016 - 2018) - SGO48 (2018 - 2021) - Sinco (1984 - ???) - Song Yến (2008 - 2010) - Starry Night (2020) - Satlie Band (2022 - nay) - Tam ca 3A (1995 - 2008) - Tam ca Áo Trắng (1992 - 2013) - Tam ca Thế Hệ Mới (2013 - nay) - Thăng Long (ban nhạc nhạc cụ dân tộc nữ) (2009 - nay) - The Girls (2017 - nay) - The Sunshines (1964 - ???) - Thủy Tinh (2002 - 2007) - Tứ Ca Ngẫu Nhiên (1999 - 2003) - Tiamo (20xx - ???) - Tigon (2004 - 2007) - Tik Tik Tak (1998 - 2003) - Tiramisu (Đội hình sau này) (2014) - Trio 666 (2001 - 2007) - TVM (2011 - 2015) - TyMyTy (2000 - 2002) - Uniche / UniDiaCheck / ユニチェ (2019 - nay) - Usagi (2018 - 2020) - V-Angels (2013) - V.Girls (2006 - 2007) - VK (2018 - nay) - VibeQueens (2024 - nay) - X5 (2011 - 2013) - X-Twins (2017) - XYNTRA (2025 - nay) - YounQ (2012 - 2015) |

## Nhóm nhạc nam nữ
| - 3 Chấm Band (2012 - 2016) - 3L Band / Lầy Lạ Lùng Band (2017) - 99 Band / Ninety Nine Band (2019 - nay) - 9th Dimension (2015 - nay) - A7N Band (2019 - nay) - Á Đông (2008 - nay) - Aitin Plus (20xx - ???) - Angel Band (2015 - nay) - An Nam Band (2015 - nay) - ANeo Think (Another Think) (2014 - nay) - Army Band (20xx - ???) - Badbies (2021) - Ban hợp ca Thăng Long (Đội hình trước đây) (1949 - ???) - Between (2017 - ???) - B.I.A Band (20xx - ???) - Black Roses (20xx - ???) - Black White Band (20xx - ???) - Blue Band (2019 - nay) - Bọ Hung Band (20xx - ???) - Buddiez (2018 - 2019) - Bụi Band (2015 - 2019) - Bụng Mỡ (2019 - nay) - C# Band (2019 - nay) - Ca Nhạc Dân Tộc Phù Sa (19xx - ???) - CBC (1962 - nay) - Chậm Band (20xx - ???) - Châu Flamenco (20xx - ???) - Cocktail Band (2016 - ???) - Dạo Band (2019 - nay) - DREAMeR (2022 - ???) - Deep Band (20xx - ???) - Dolphins Band (2015 - 2018) - Dual Band (20xx - ???) - Đại Học Tổng Hợp (19xx - ???) - Đông Band (20xx - ???) - Đồng hồ báo thức (1990 - 2002) | - Fire Side Band (200x - ???) - Flamenco Tumbadora (20xx - nay) - Gác Mái (2016 - nay) - Giọt Trà Đá (2021 - nay) - Gỗ Lim / Golem (2007 – 2012) - Heaven Band (20xx - ???) - Hương Miền Nam (1976 - ???) - IMI (2011 - 2015) - Infinity Acoustic Band (2019 - nay) - Insomnia (2017 - nay) - January Band (20xx - ???) - Jazz Glory Band (2017 - nay) - Kong Band (2020 - nay) - LadyKillah (2010 - nay) - Lafaykid (20xx - ???) - Lala Angel (2018) - Lala Band (2019 - nay) - LEGO Band (2016 - nay) - Lục Cầm Band (2018 - nay) - Luka Live Band (2020 - nay) - Lửng Mật Ong (2019 - nay) - M.A.T Band (2017 - nay) - Material Band (2019 - nay) - Melody Band (2014 - nay) - M.O.S Band (2013 - nay) - Mountain Band (2017 - ???) - Mù Tạt Band (2017 - nay) - Mũi Tên (2006 - 2007) - Nét Nhạc Vui (Nét Nhạc Buồn / Tào Lao) (2017 - nay) - P336 (2017 - nay) - Prophecy (2004 - 2008) - Phượng Hoàng (2008 - 2010) - PnP Band (2013 - nay) - Poco Band (20xx - ???) | - Quyếch (2018 - nay) - Rạng Đông (1980 - ???) - Reborn (2014 - nay) - RUI Band (Bachata Band) (20xx - ???) - Saigon Soul Revival (2016 - nay) - Shamal Band (2019 - nay) - Silver Flash / Tia Chớp Bạc (2016 - nay) - Soul Club (2016 - 2019) - Soul Kids Band (2019 - nay) - Soul Junior Band (2019 - nay) - SpaceSpeakers (2011 - nay) - Tàu Bay (2015 - nay) - Techno (1998 - 2003) - Tempo Band (2014 - ???) - Thanh Niên Xung Phong (19xx - ???) - The # (2019 - 2020) - The Bells (1999 - 2008) - The Dreamers Band (2017 - nay) - The Foxes Band (2016 - nay) - The Hammers (19xx - ???) - The Retro Band (20xx - ???) - The Rodhet Band (2016 - 2019) - The Shark Band (2019 - nay) - The Sheep (2016 - nay) - The Viral Band (2020 - nay) - Tiramisu (Đội hình ban đầu) (2014) - Trầm Band (2014 - nay) - Tritone Band (2017 - 2018) - Vân Anh Fusion (2014 - nay) - Violet Band (2018 - 2019) - Wishband (2002 - 2017) - Whee! (2020 - nay) |